# Ел-Ел Кул Џеј
Џејмс Тод Смит (енгл. James Todd Smith) познатији под уметничким именом Ел Ел Кул Џеј (енгл. LL Cool J (скраћено од Ladies Love Cool James)) је амерички глумац, репер и текстописац који је рођен 14. јануара 1968. године у Заливској обали код Ајслипа у Новом Јорку.
Смит је најпознатији по улози посебног агента Сема Хане у серији Морнарички истражитељи: Лос Анђелес.